# Danger Dan
Danger Dan, nom de scène de Daniel Pongratz né le 1er juin 1983 à Aix-la-Chapelle, est un rappeur allemand, membre d'Antilopen Gang.

## Biographie
Daniel Pongratz est l'un des quatre fils du pédagogue Ludwig A. Pongratz. Ses parents sont issus du milieu de la gauche politique. Son père deviendra plus tard professeur d'éducation à l'Université technique de Darmstadt. Ils encouragent son talent musical dès son plus jeune âge, tout comme celui de son jeune frère Tobias. Daniel Pongratz joue très tôt dans des groupes punk, mais aussi comme pianiste dans un groupe funk, tandis que son frère découvre son amour pour le hip-hop et le met en contact avec lui. Sans l'abitur, il commence à étudier la musicothérapie à l'université de Maastricht aux Pays-Bas, après avoir réussi l'examen d'entrée. Il rencontre alors Sebastian Sturm et devient membre du groupe de reggae Jin Jin à Aix-la-Chapelle. Il interrompt alors ses études pour gagner sa vie en tant que musicien. Il est professeur de musique dans une Hauptschule. Avec Sebastian Sturm, il enregistre les deux albums This Change Is Nice (2006) et One Moment in Peace (2010).
Sebastian Sturm, Moses Christoph et lui fondent ensemble le Cheer Up Trio et font des tournées aux États-Unis et en Europe notamment. Le trio reste ensemble jusqu'en 2012.
Daniel Pongratz reste fidèle au hip-hop. Avec son frère Tobias (Panik Panzer) et Koljah, il fonde le projet satirique de gangsta rap Caught in the Crack en 2005, qui sort deux albums sur Internet en 2005 et 2008. Il prend alors le nom de Dan Juan de Marcos et, en tant que rappeur, il prend le pseudonyme de Danger Dan, qu'il avait déjà utilisé en tant que musicien de reggae. Parallèlement, le collectif hip-hop Anti-Alles-Aktion est créé. Avec Panik Panzer, Koljah et NMZS, ce projet devient Antilopen Gang.
En 2008, Danger Dan sort son premier EP solo Coming Out. Il traite entre autres de l'antisémitisme et de la Shoah.
Il se consacre à côté à divers projets de musique et de théâtre, entre autres pour le compte de l'Institut Goethe dans 17 pays différents et des projets de radio, des concerts et des représentations théâtrales. En 2012, son deuxième EP Dinkelbrot & Ölsardinen et l'album de collaboration Aschenbecher avec NMZS paraissent.
Antilopen Gang commence à avoir du succès, Danger Dan se concentre sur le groupe qui, après le suicide de NMZS, se compose de lui, de son frère et de Koljah.
Le 1er juin 2018, le jour de son 35e anniversaire, il sort son premier album solo, Reflexionen aus dem beschönigten Leben, chez Jochens kleine Plattenfirma. Il est 20e des Deutsche Albumcharts.
Le 26 mars 2021, Danger Dan sort le single Das ist alles von der Kunstfreiheit gedeckt, dans lequel il aborde les limites de la liberté artistique en se basant sur les attaques contre Jürgen Elsässer, Götz Kubitschek (de), Alexander Gauland et Ken Jebsen. La chanson sort chez le propre label du groupe, Antilopen Geldwäsche et 69e dans les Deutsche Singlecharts le 2 avril 2021. L'album du même nom est numéro un en Allemagne le 9 juillet 2021.

## Discographie
Albums
- 2008 : Coming out (EP, autoproduction)
- 2012 : Dinkelbrot & Ölsardinen (EP, autoproduction)
- 2018 : Reflexionen aus dem beschönigten Leben (Jochens kleine Plattenfirma)
- 2021 : Das ist alles von der Kunstfreiheit gedeckt (Warner Music)

Albums collaboratifs
- 2010: Traurige Clowns (avec Koljah, autoproduction)
- 2012: Aschenbecher (avec NMZS, autoproduction)

Avec Caught in the Crack
- 2005 : Alles vorbei (autoproduction)
- 2008 : Es wird wie ein Unfall aussehen (autoproduction)